# Nørre Kongerslev
Nørre Kongerslev – miasto w Danii, w regionie Jutlandia Północna, w gminie Aalborg.